# (596) Scheila
(596) Scheila – planetoida pasa głównego, okrążająca Słońce w ciągu 5 lat i 3 dni w średniej odległości 2,93 au.
Obiekt został odkryty 21 lutego 1906 roku w obserwatorium Landessternwarte Heidelberg-Königstuhl w Heidelbergu przez Augusta Kopffa. Nazwa planetoidy pochodzi od imienia angielskiej studentki Uniwersytetu w Heidelbergu, przyjaciółki odkrywcy. Przed nadaniem nazwy planetoida nosiła oznaczenie tymczasowe (598) 1906 UC.

## Kolizja z inną planetoidą
W grudniu 2010 zaobserwowano nagłe zwiększenie jasności obiektu z 14,5m na 13,4m oraz równocześnie pojawienie się komy wokół obiektu i ciągnącego się za nim warkocza kometarnego. Porównanie zdjęć obiektu z wcześniejszymi obserwacjami sugeruje, że widzialne zmiany rozpoczęły się ok. 3 grudnia i obiekt uważany wcześniej za planetoidę, jest być może kometą.
Obserwacja ta przyczyniła się do przypuszczeń, że (596) Scheila może należeć do grupy komet pasa planetoid (ang. Main-belt comets), które posiadają cechy zarówno planetoid, jak i komet – podobnie, jak komety posiadają komę i warkocz, ale ich parametry orbitalne nie odbiegają od parametrów zwykłych planetoid. Jednak dodatkowe obserwacje przeprowadzone przy użyciu teleskopów Hubble’a i SWIFT wskazują, że powodem nagłego zwiększenia jasności obiektu i pojawienia się jego warkocza była kolizja z inną, znacznie mniejszą planetoidą. Zderzenie miało najprawdopodobniej miejsce pomiędzy 2 a 3 grudnia, średnica drugiego obiektu wynosiła pomiędzy 20 a 50 metrów.